# Der Fünfte Berg
Der Fünfte Berg (Originaltitel auf Portugiesisch: O Monte Cinco) ist ein Roman des brasilianischen Schriftstellers Paulo Coelho, der 1998 im Diogenes Verlag erschien. Erzählt wird die Geschichte des Propheten Elia aus dem ersten Buch der Könige Kapitel 17.

## Inhalt

### 1. Teil
Elia wird von Gott prophezeit, dass eine Dürre über Israel hereinbrechen wird: „Es soll diese Jahre weder Tau noch Regen kommen.“ (Erstes Buch der Könige 17,1 ). Er trägt diese Prophezeiung König Ahab vor (cf. S. 17 f), welcher gelenkt von Königin Isebel, dem Baal huldigte. Isebel veranlasste, dass alle Propheten des einen Gottes getötet würden. Elia entrinnt nur knapp dem Tod. (cf. S. 20 f) Gott schickt Elia zum Bach Krith (cf. S. 23 ff), wo ihm seine Reise nach Akbar offenbart wird. Völlig ausgehungert trifft er vor den Toren der Stadt eine Witwe und erbittet Nahrung, wie es ihm vorher prophezeit worden ist. (cf. S. 38 ff) Durch ein Wunder werden die Vorräte der Witwe nicht geringer, solange der Gast bei ihr wohnt. Doch eines Tages erkrankt ihr Sohn und stirbt kurz darauf, Elia fällt bei der Witwe und den Stadtbewohnern in Ungnade und wird zur Strafe auf den tödlichen Berg der Götter, den fünften Berg, getrieben. Dort begegnet er einem Engel Gottes, den er um Rat bittet. Dieser ermöglicht Elia den Toten ins Leben zurückzuholen.

### 2. Teil
Akbar wird von einem Heer der Assyrer belagert. Elia bekommt von Gott den Auftrag in der Stadt zu verweilen. Er wird aufgrund seiner Bekanntheit als Wundertäter zum Helfer des Statthalters ernannt. (cf. S. 78) Beide wollen versuchen dem drohenden Konflikt mit den Assyrern durch einen Friedensschluss zu umgehen. Ihnen entgegen steht der Hohepriester Akbars, der in der Ausbreitung der Assyrer eine große Gefahr sieht. Es kommt zu einer großen öffentlichen Versammlung, in welcher sich der Hohepriester durchsetzt. (cf. S. 95 ff) Es kommt zum Krieg und die Stadt wird zerstört, die Witwe, in die sich Elia inzwischen verliebt hatte, stirbt und er übernimmt die Verantwortung für ihren Sohn. Zusammen bauen sie Akbar wieder auf. Schlussendlich kehrt Elia nach Israel zurück und besiegt den Irrglauben. (cf. S. 221 f)

## Figuren

### Elia
Der Prophet ist Haupthandlungsträger des Romans. Er kann seit Kindheit Kontakt mit seinem Schutzengel aufnehmen, später dann auch zu anderen Engeln, welche ihm Gottes Worte verkünden. Er ergibt sich seiner Aufgabe, jedoch nicht ohne zu zweifeln. Im zweiten Teil etwa kehrt er sich einige Zeit aus Wut und Zorn über die Zerstörung seiner lieb gewonnenen Stadt Akbar völlig von Gott und seinen Engeln ab.

### Witwe aus Akbar
Als Witwe eines Kaufmannes hat sie ihren Lebensinhalt in der Erziehung ihres einzigen Sohnes gefunden. Mit dessen Tod und Wiedererweckung beginnt sie sich in Elia zu verlieben. Sie zeigt großes Interesse am Alphabet, welches vom Priester als besondere Gefahr gefürchtet wird.

### Der Priester
Als Hohepriester der babylonischen Götter sieht er eine Gefahr in der Überlieferung des Alphabets, da dieses die heiligen Texte, die bisher nur den Priestern zugänglich waren, nun für alle zugänglich machen könnte. Aus diesem Grund versucht er zusammen mit dem Kommandanten Akbars das Volk für einen Krieg zu gewinnen.

## Unterschiede zur Bibelstelle
Die Stadt Akbar heißt im ersten Buch der Könige Zarpath. Die Stadtbewohner, sowie die komplette Handlung des zweiten Teils, mit Ausnahme des Opferwunders am Karmel im ersten Buch der Könige Vers 18,23 ff, sind frei erfunden.